# Esquisses pyrrhoniennes
Pour les articles homonymes, voir esquisse (homonymie).
Les Esquisses pyrrhoniennes (Πυρρώνειοι ὑποτύπωσεις) sont un exposé en trois livres de la doctrine sceptique écrit par Sextus Empiricus. Cet ouvrage, selon une opinion courante, serait le dernier écrit par Sextus Empiricus ; mais cette idée n'est pas universellement reconnue, et il n'en existe aucune preuve. Son intérêt est d'être l'œuvre la plus détaillée concernant le scepticisme au sens strict (aussi appelé pyrrhonisme). Il aurait été écrit au IIIe siècle de notre ère (ou peut-être au second), ce qui en ferait le dernier héritier de la pensée pyrrhonienne et en quelque sorte sa synthèse.

## Thèmes majeurs

### La tranquillité
Le but de toute philosophie, pour Sextus, est d'atteindre la tranquillité, c'est-à-dire l'absence de troubles. C'est pour cela que les philosophes recherchent la vérité : ils sont perturbés par le fonctionnement du monde qui leur semble chaotique et ils désirent le décrypter. Mais les dogmatiques se précipitent dans des croyances faciles, prétextant y parvenir à l'aide de la raison, là où une analyse logique poussée nous montre que rien ne justifie ces croyances. Ils font alors face à de nombreux troubles : conflits avec les autres écoles, incohérences dans leurs doctrines… Pour Sextus, la tranquillité résulte de la suspension de l'assentiment.
C'est, pour lui, une conséquence imprévisible : le sceptique n'avait pas suspendu son assentiment pour atteindre la tranquillité, mais parce qu'il lui semblait que les choses obscures étaient indécidables. La tranquillité lui est alors venue fortuitement. Cette remarque permet à Sextus de se préserver de l'accusation de dogmatisme, mais on voit pourtant qu'il y a là un postulat sur lequel il a buté (à savoir : en suspendant notre jugement, nous atteindrons la tranquillité).
Ce concept est néanmoins central dans la pensée de Sextus : il ne faut pas perdre de vue que ses objectifs tiennent plus de la recherche du bonheur que d'une perspective épistémologique.

### Le critère de vérité
Les dogmatiques font reposer leurs prétendues découvertes sur des démonstrations, qui reposent elles-mêmes sur un critère de vérité. En effet, pour décider si une démonstration est concluante, il faut que chacune de ses parties ait été reconnue vraie. Mais qu'est-ce qui nous permet de reconnaître cette vérité ? Ça ne peut être une démonstration, puisqu'elle aurait besoin à son tour d'être démontrée, mais si c'est une affirmation non démontrée, elle sera arbitraire et ne pourra pas convaincre. Sextus soulève ici le problème majeur des démonstrations : elles reposent toujours sur des postulats qu'il faut admettre passivement, ce qui n'est pas acceptable d'un point de vue logique strict.
Sextus conclut de cela qu'il n'y a pas de critère de vérité. Rien ne peut nous permettre d'affirmer qu'une chose est vraie, pas plus que d'affirmer qu'elle est fausse, car il y aura toujours dans ces affirmations une part de décision arbitraire.

### Le critère de vie
Mais ne pas pouvoir se décider sur la véracité des choses obscures ne signifie pas ne plus vivre, critique que les profanes font régulièrement au scepticisme (et qui peut effectivement s'appliquer au scepticisme défaitiste, ou scepticisme commun). Cela est bien mis en évidence du simple fait que même les dogmatiques se pensant les plus savants seraient bien en mal pour faire reposer chacune de leurs actions quotidiennes sur l'une de leurs vérités.
Pour vivre, le sceptique se fie aux choses apparentes, sans affirmer qu'elles correspondent à une quelconque vérité en soi. Ainsi, il se conformera aux coutumes locales pour mener sa vie, suivra ses affects pour répondre à ses besoins naturels, apprendra un métier pour se nourrir; il pourra même être prêtre, comme Pyrrhon, si on venait à lui demander... Le tout est de faire ceci sans jamais croire toucher quelque chose qui dépasse les apparences. Il s'agit de s'adapter au moment présent, sans chercher à parvenir à une vérité en soi.

## La méthode sceptique
Dans les Esquisses pyrrhoniennes, Sextus détruit un à un les principaux thèmes philosophiques de l'époque. Pour cela, il a recours à deux types d'outils principaux.

### Le désaccord entre les écoles
Dans tout l'ouvrage revient, à quelques mots près, une formule consacrée : « Que ces gens se mettent d'abord d'accord sur une position commune ». L'un des leitmotivs du pyrrhonisme est en effet la constatation de points de divergences sur les mêmes sujets entre des écoles philosophiques proposant chacune des argumentations fortes.
Pour Sextus, il n'est pas question de choisir l'une plutôt que l'autre, sous prétexte d'affinités. Si des arguments aussi forts ne parviennent pas à convaincre des personnes aussi éminentes, c'est qu'ils ne touchent pas la vérité. Il s'agit ici de l'un des modes de la suspension du jugement attribués à Agrippa : le désaccord.
Sextus écrit alors que les stoïciens et les épicuriens ont déjà plusieurs siècles de combat derrière eux, aussi est-il facile de comprendre le poids de cette objection de contradiction à cette époque.

### Les autres modes
Une fois chaque point rejeté de la sorte, Sextus entreprend une déconstruction logique. Il s'agit de montrer que chacune des thèses avancées tombe dans l'un des quatre autres modes : le diallèle, la régression à l'infini (pour les deux principaux), le relatif et l'hypothétique.

### L'acharnement
Malgré le fait que Sextus signale plusieurs fois qu'il ne traite les différents thèmes que sous la forme d'une esquisse, on peut noter un certain acharnement qui laisse penser que l'auteur tente d'être le plus exhaustif possible.
En effet, là où la plupart des philosophes se contenteraient d'avoir ruiné les fondements d'une thèse, Sextus continue toujours la déconstruction en supposant vraie l'hypothèse qu'il vient de rejeter. On le voit ainsi faire le tour des thèses des uns et des autres sur les thèmes qu'ils abordent, réfutant depuis leurs fondements jusqu'à leurs conséquences, sinon dernières, au moins particulières.
C'est l'une des clefs de la méthode pyrrhonienne, en contraste, par exemple, avec la critique néo-académicienne : ne pas se contenter d'une objection sur une abstraction fondamentale mais miner l'ensemble du contenu théorique. Il n'est ainsi pas concevable que les dogmatiques se servent des objections pour repenser et renforcer leur doctrine.

## Explication détaillée

### LivreI: les principes et les arguments sceptiques
Ce livre constitue l'ajout majeur de Sextus à ce qu'il a déjà dit dans Contre les dogmatiques. Il s'agit ici d'une sorte de condensé des théories sceptiques, ce qui fait dire à certains que ce sont bien les Esquisses qui ont été composées après le Contre les dogmatiques, et non l'inverse.

#### Considérations générales (1 - 20)

##### Le regard de Sextus sur la philosophie de son époque
Quand on cherche la vérité sur un sujet précis :
- soit on fait une découverte,
- soit on nie qu'on puisse trouver la vérité, elle est insaisissable,
- soit on continue la recherche.

Ceci est valable pour tout sujet de recherche. On compte trois types importants de philosophie : la philosophie dogmatique (qui prétend faire des découvertes, comme l'aristotélisme, l'épicurisme, le stoïcisme), la philosophie académique d'Arcésilas (qui nie qu'on puisse faire des découvertes) et le scepticisme (qui continue de chercher).
Le sujet de ce livre est ce troisième type de philosophie, et il est composé dans l'esprit même du scepticisme :
« […] de rien de ce qui sera dit nous n'assurons qu'il est complètement comme nous le disons […] » (I, 4).
Cette philosophie peut se diviser en deux :
- l'exposé général du scepticisme : « sa notion, ses principes, ses discours, son critère et sa fin, les modes » (livre I)
- l'exposé spécial, qui réfute chaque partie de la philosophie : la logique (livre II), la physique et l'éthique (livre III)

##### Définition du scepticisme
La voie sceptique est :
- « chercheuse », car elle concerne la recherche et l'examen.
- « suspensive », car l'affect qui résulte de la recherche sceptique est la suspension du jugement
- « aporétique », car elle ne peut se déterminer sur l'existence d'une chose, pas plus que sur sa non-existence
- « pyrrhonienne », car Sextus voit en Pyrrhon le premier sceptique au sens strict.

Sextus définit le scepticisme comme «la faculté de mettre face à face les choses qui apparaissent aussi bien que celle qui sont pensées, de quelque manière que ce soit, capacité par laquelle, du fait de la force égale qu'il y a dans les objets et les raisonnements opposés, nous arrivons d'abord à la suspension de l'assentiment, et après cela, à la tranquillité» (I, 8).
Le scepticisme désigne donc cette doctrine cohérente et radicale des pyrrhoniens selon lesquels l'homme ne pouvant atteindre la connaissance de la vérité, il est nécessaire de pratiquer en toute chose la « suspension du jugement » et d'ériger le doute en système. De la suspension du jugement doit découler la tranquillité de l’âme, ou ataraxie.
Il ne s’agit ni d’être indifférent à l’égard de la vérité, ni de considérer que tout se vaut ; le scepticisme philosophique consiste à objecter à ceux qui se prétendent possesseurs de la vérité que leurs arguments ne sont pas à la hauteur de leurs prétentions. Les sceptiques estiment que la vérité est trop importante pour être laissée à ceux qui affirment dogmatiquement la détenir.

##### Le champ de recherche du sceptique
Sextus prend le terme de dogme au sens strict, c'est-à-dire qu'il ne signifie pas simplement croyance, car le sceptique ne conteste pas ses perceptions, mais accepte toujours les apparences qui lui tombent passivement sous le sens. Ce qu'il conteste, c'est l'inférence qui est faite, depuis ces apparences, de l'être réel de l'objet qui apparaît (I, 19).
Dogme doit être pris dans le sens de croyance dans des théories complexes, ou, selon les mots de Sextus: d'«assentiment à une chose déterminée parmi les choses obscures qui sont objet de recherche pour les sciences» (I, 13). Le sceptique ne dogmatise pas, car il ne prétend jamais que ce qu'il dit est vrai, mais plutôt que c'est ainsi que la chose lui paraît sur le moment.
Le sceptique peut très bien entreprendre des recherches sur le fonctionnement du monde, mais à condition de ne pas prétendre parvenir à une vérité. Ces recherches ne doivent avoir pour but que de produire des arguments permettant de contrer ceux qui sont utilisés par des dogmatiques (I, 18). Il est capital de comprendre ici que le scepticisme n'exclut pas l'étude. Bien au contraire, c'est en connaissant bien les théories des différents dogmatiques que le sceptique pourra opposer les unes aux autres.

#### Critère et fin du scepticisme (21 - 31)
Sextus distingue deux critères parmi ceux qui peuvent pousser l'homme à prendre des décisions : le critère de vérité et le critère de vie. Le critère de vérité est précisément ce que rejette le scepticisme. Ce serait la faculté, l'objet ou quelconque étant qui permettrait de juger qu'une chose est vraie plutôt que fausse. De cela est distingué le critère d'action, qui nous permet de faire nos choix dans la vie quotidienne.
Pour Sextus, le critère de vie est la chose apparente, c'est-à-dire nos perceptions et nos affects. Peu importe si ce que nous voyons est une illusion, cette vision en elle-même n'en est pas moins vraie. L'erreur consisterait à prétendre que cette vision révèle une réalité, ou encore de rejeter cette vision en la prétendant fausse.
Ces apparences semblent entrer dans l'une de ces quatre catégories :
- la nature: Selon la conception qu'on se fait de la nature proprement humaine
- la nécessité des affects: Nous avons des besoins, tels que la faim ou la soif, auxquels il faut répondre par des actions
- les traditions et les coutumes
- la connaissance technique: Afin d'avoir un métier et d'en tirer notre subsistance

L'action du sceptique consiste à s'adapter à ces apparences, dans le but d'obtenir la tranquillité, ou absence de trouble. Ainsi, le but du sceptique n'est pas d'obtenir ce qui serait vu comme un bien supérieur, matériel ou spirituel, car celui qui se fixe ce genre d'objectif est en permanence dans le trouble : insatisfaction quand il n'a pas le bien, emportement ou crainte de le perdre lorsqu'il l'a obtenu.
La tranquillité du sceptique n'est pas une insensibilité comme la voudrait les stoïciens : le sceptique ressent la douleur, la faim, et tous les autres maux sensibles, mais ne se déterminant pas sur le fait qu'ils soient des biens ou des maux, ils lui sont moins pénibles qu'à ceux qui craignent la douleur. Ce sont des informations actuelles qui indiquent quelle action nous devons entreprendre.

#### Les modes (31 - 35)

##### Les dix modes (36 - 163)
- Voir Les tropes

Sextus Empiricus présente les dix modes, ou tropes, attribués à Énésidème et qu'utilisent les sceptiques pour démontrer l'impossibilité d'atteindre une vérité certaine et pour conclure, en conséquence, à la suspension du jugement. Ce sont autant de manières d’argumenter, sur n’importe quel sujet, qu’il existe des points de vue opposés entre lesquels les humains sont incapables de trancher.
Il numérote les modes tout en signalant que « nous n'avons recours à cet ordre que conventionnellement. » (I, 38)
1. Argument fondé sur la diversité des animaux : Du fait de la différence entre les animaux, les mêmes choses ne produisent pas les mêmes impressions d’une espèce à l’autre.
2. Argument fondé sur les différences entre les humains : Du fait de la diversité des corps et âmes parmi les humains, les dogmatiques sont en désaccord sur divers sujets, notamment sur ce qu’il convient de faire et de ne pas faire.
3. Argument fondé sur la différence des sens : Du fait que chaque sens n’offre qu’une perception particulière d’une chose, il ne permet pas de juger la nature de cette chose.
4. Argument fondé sur les circonstances : Le jugement d’un homme dépend de l’état dans lequel il se trouve.
5. Argument fondé sur l’effet des distances, des lieux et des positions : La perception d’un objet change en fonction de la distance de son observateur, ainsi que du lieu et de la position dans lesquels il se trouve.
6. Argument fondé sur les mélanges : Aucun objet réel extérieur n’est perçu sous le sens par lui-même, de sorte que l’impression produite est un mélange de l’objet et de ce avec quoi il est observé.
7. Argument fondé sur la quantité et la constitution : Une chose profitable devient nuisible du fait qu’on l’emploie en quantité démesurée, tandis qu’une chose dommageable en quantité excessive peut être bénigne en quantité raisonnable.
8. Argument fondé sur la relation : Toute chose est relative à la fois à ce qui juge - c’est-à-dire qu’elle apparaît relativement à tel animal, tel humain, tel sens, selon telles circonstances - et à ce qui est observé conjointement – c’est-à-dire qu’elle apparaît relativement à tel mélange, telle constitution, telle quantité et à telle position.
9. Argument fondé sur la fréquence ou la rareté des rencontres : Selon le caractère continu ou rare de son occurrence, une chose paraît tantôt remarquable ou de valeur, tantôt l’inverse.
10. Argument fondé sur l’opposition entre les lois, les coutumes, les mœurs, les croyances religieuses et les doctrines philosophiques : Il n’est pas possible de dire ce qu’est l’objet réel selon sa nature, seulement ce qu’il paraît être selon tel mode de vie, telle loi, telle coutume, et chacune des autres catégories.

##### Les cinq modes (164 - 177)
- Voir Agrippa

##### Les deux modes (178 - 179)
- Voir Mode

##### Les modes relatifs à la causalité (180 - 186)
Il s'agit d'une autre série de huit modes, encore une fois attribués à Énésidème, mais différents de la première série de dix modes qui lui est également attribuée (voir ci-dessus).
- Voir La causalité

##### Des expressions sceptiques (187 - 209)
- Voir les expressions sceptiques

##### Différences entre le scepticisme et les autres écoles (210 - 241)
- Héraclite
- Démocrite
- Cyrénaïsme
- Protagoras
- Nouvelle Académie
- Médecine empirique